# Cóbdar (kommun)
Cóbdar är en kommun i Spanien.   Den ligger i provinsen Provincia de Almería och regionen Andalusien, i den sydöstra delen av landet, 400 km söder om huvudstaden Madrid. Antalet invånare är 156. Arean är 32 kvadratkilometer. Cóbdar gränsar till Alcudia de Monteagud och Albánchez. 
Terrängen i Cóbdar är kuperad.